# NGC 5112
NGC 5112 (również PGC 46671 lub UGC 8403) – galaktyka spiralna z poprzeczką (SBc), znajdująca się w gwiazdozbiorze Psów Gończych. Odkrył ją William Herschel 17 marca 1787 roku.